# Фридом (орбитальная станция)
«Фридом» (англ. Freedom) — американский проект орбитальной станции. 
После успешных стартов Спейс шаттлов НАСА снова предложило проект орбитальной станции как следующий логический шаг в освоении космоса. В 1984 году президент США Рейган объявил о планах построить международную космическую станцию в течение 10 лет, заявив: "We can follow our dreams to distant stars, living and working in space for peaceful economic and scientific gain." Проект разрабатывался в 1980-х — начале 1990-х годов совместно с европейскими, канадскими и японскими специалистами в ответ на создание советской станции «Мир». Не осуществлён ввиду дороговизны станции. С 1993 года проект в модернизированном и уменьшенном виде был преобразован в часть МКС. Составляет американский сегмент МКС.

## Концепты разных лет

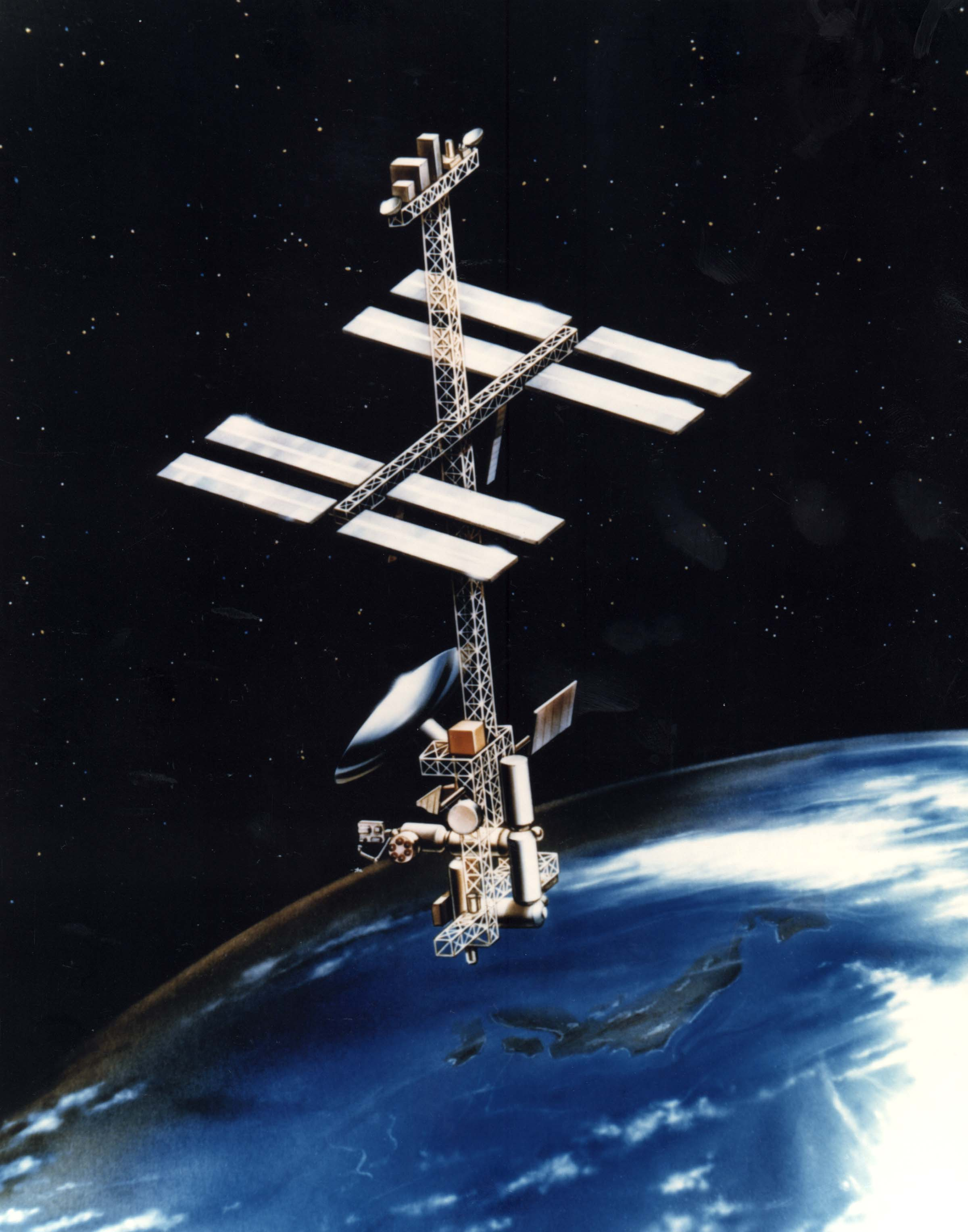
Концепт Power Tower («энергетическая башня»). 1984 год
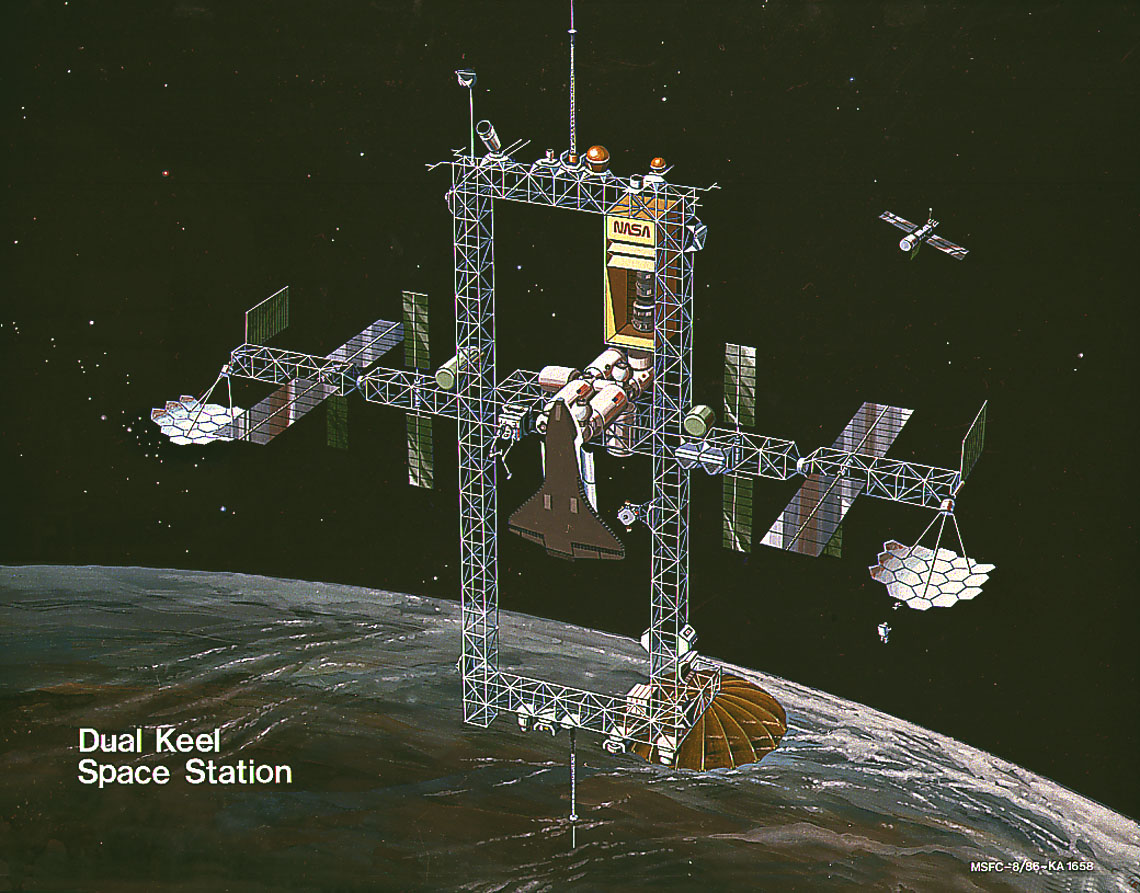
Двухкилевая схема. 1986 год
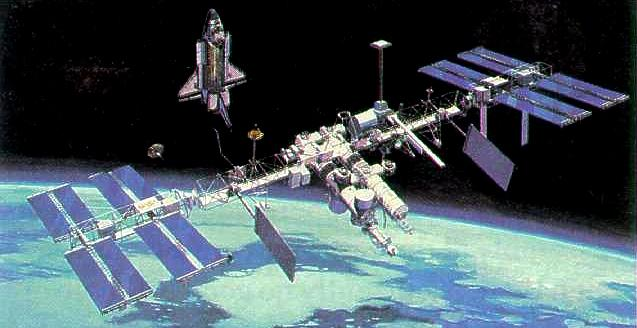
1987 год
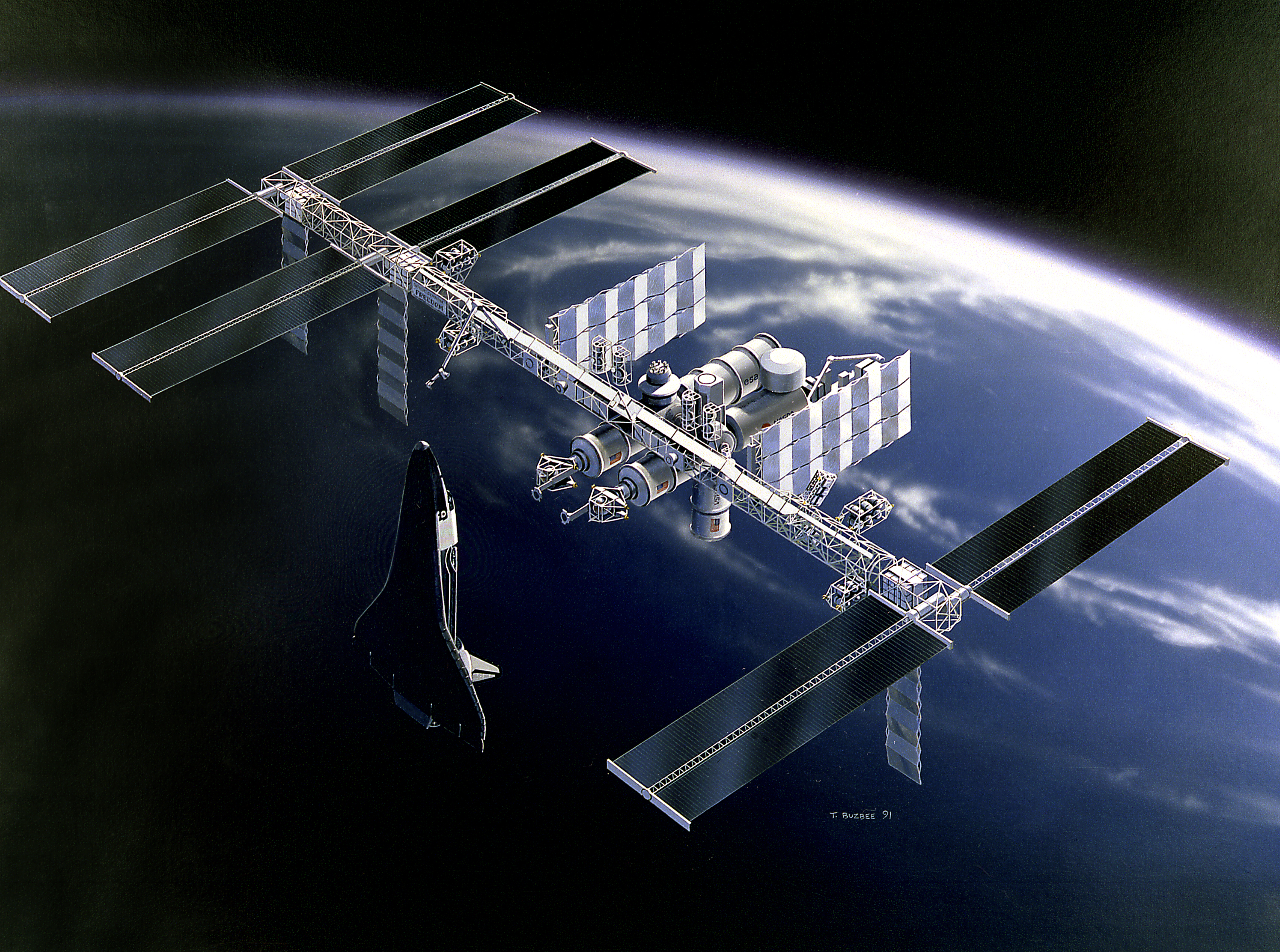
1991 год